# Втрати силових структур внаслідок російського вторгнення в Україну (липень 2023)
У статті наведено список втрат українських військовослужбовців у російсько-українській війні за липень 2023 року (включно).

## Список загиблих за липень 2023 року
| Почесний нагрудний знак «Золотий хрест» |

| Почесний нагрудний знак «Золотий хрест» |

Померлі демобілізовані учасники ато
https://uk.m.wikipedia.org/wiki/Гуменюк_Ігор_Володимирович#:~:text=Стабільну%20версію%20було%20перевірено%207,заворушень%2031%20серпня%202015%20року.
https://varta1.com.ua/amp/suditimut-pravoohoronciv-yaki-ne-pomitili-shcho-igor-gumenyuk-vigotoviv-poyas-shahida_368387.html
https://lb.ua/society/2023/07/12/564873_sin_hotiv_zahishchati_batkivshchinu_i.html
https://zaborona.com/zvynuvachuvanyj-u-pidryvi-granaty-bilya-rady-u-2015-roczi-vchynyv-terakt-u-sudi/